# Joshua Leonard
Joshua Granville Leonard (Houston, 17 giugno 1975) è un attore, regista e sceneggiatore statunitense.

## Biografia
Nato a Houston, Texas, Joshua è figlio del professore di teatro Robert Leonard e dell'insegnante di teatro per bambini Joann. Cresciuto a State College, Pennsylvania, all'età di sei anni fu convinto dal padre ad apparire in uno spettacolo teatrale intitolato Life With Father. Tuttavia, giunto all'età dell'adolescenza, il giovane Joshua decise che non avrebbe più recitato, ed a 16 anni si sottopose ad un addestramento di sopravvivenza nell'istituzione Outward Bound, che sarebbe servito come preparazione per un soggiorno di un anno e mezzo come volontario in Messico. Dopo aver fatto da insegnante ai bambini poveri a Puebla, aver lavorato come giardiniere ed aver scalato monti coperti dalla giunga dell'America centrale e meridionale, tornò negli Stati Uniti per passare un anno alla Pennsylvania State University. Solo dopo quest'anno decise di trasferirsi a Manhattan per tentare la fortuna come regista e fotografo, ed iniziò quindi a frequentare la New York Film Academy School of Film and Acting, nella quale concluse il percorso di studi.
A New York Joshua si mantenne con diversi lavoretti part-time, tra cui partecipazioni occasionali come attore in alcuni film studenteschi. Lavorò, inoltre, in alcune strutture di produzione di cortometraggi e documentari.
Il 24 aprile del 2015, dopo appena quattro mesi di fidanzamento, ha sposato l'attrice Alison Pill.

### Carriera
Nel 1997 partecipò ai provini per uno dei tre ruoli protagonisti del film The Blair Witch Project, che ottenne. Dopo che il film venne trasmesso al Sundance Film Festival, Joshua e gli altri due protagonisti si trovarono esposti sotto i riflettori, comparendo anche nelle copertine di alcune riviste cinematografiche. Tutto ciò gli permise di ottenere ruoli in diverse altre produzioni.
Nel 2000, egli è apparso nel film Sacrifice della HBO, insieme a Michael Madsen e Bokeem Woodbine, e successivamente in  In the Weeds insieme ad Eric Bogosian e Molly Ringwald. Joshua ha debuttato nel suo primo film ad alta distribuzione in Men of Honor - L'onore degli uomini, insieme a Cuba Gooding, Jr., al quale ha fatto seguito una sua apparizione in Deuces Wild di Scott Kalvert nel 2001. Nel 2004 egli ha recitato nell'horror Madhouse, nel 2009 nel thriller Bitter Feast, nel 2011 in Higher Ground e nel 2014 in The Town That Dreaded Sundown.

## Filmografia parziale
- The Blair Witch Project, regia di Daniel Myrick ed Eduardo Sánchez (1999)
- Men of Honor - L'onore degli uomini (Men of Honor), regia di George Tillman Jr. (2000)
- Sacrifice - Indagini sporche (Sacrifice), regia di Mark L. Lester (2000)
- Things Behind the Sun, regia di Allison Anders (2001)
- Live From Baghdad, regia di Mick Jackson (2002)
- Deuces Wild - I guerrieri di New York (Deuces Wild), regia di Scott Kalvert (2002)
- BancoPaz, regia di Gavin Grazer (2003)
- Two Days, regia di Sean McGinly (2003)
- Madhouse, regia di William Butler (2004)
- Larceny, regia di Irving Schwartz (2004)
- CSI: Miami – serie TV, 5 episodi (2005)
- Shaggy Dog - Papà che abbaia... non morde (Shaggy Dog), regia di Brian Robbins (2006)
- Hatchet, regia di Adam Green (2006)
- Bones - serie TV, 1 episodio (2006)
- Bobby Z, il signore della droga (The Death and Life of Bobby Z), regia di John Herzfeld (2007)
- Che la fine abbia inizio (Prom Night), regia di Nelson McCormick (2008)
- Expecting Love (Mała wielka miłość), regia di Łukasz Karwowski (2008)
- 20 Years After, regia di Jim Torres (2008)
- Humpday - Un mercoledì da sballo (Humpday), regia di Lynn Shelton (2009)
- Hung - Ragazzo squillo (Hung) – serie TV (2009)
- Bitter Feast, regia di Joe Maggio (2010)
- Shark Night - Il lago del terrore (Shark Night), regia di David R. Ellis (2011)
- Higher Ground, regia di Vera Farmiga (2011)
- The Motel Life, regia di Alan Polsky e Gabe Polsky (2012)
- Resta anche domani (If I Stay), regia di R. J. Cutler (2014)
- The Town That Dreaded Sundown, regia di Alfonso Gomez-Rejon (2014)
- 6 anni (6 Years), regia di Hannah Fidell (2015)
- Unsane, regia di Steven Soderbergh (2018)
- Quattro buone giornate (Four Good Days), regia di Rodrigo García (2020)
- Bliss, regia di Mike Cahill (2021)

## Doppiatori italiani
Nelle versioni in italiano delle opere in cui ha recitato, Joshua Leonard è stato doppiato da:
- Alberto Bognanni in Hatchet, Shark Night
- Leonardo Graziano in Unsane , Quattro buone giornate
- Oreste Baldini in The Blair Witch Project - Il mistero della strega di Blair
- Pasquale Petrolo in Humpday - Un mercoledì da sballo
- Francesco Bulckaen in Shaggy dog - Papà che abbaia... non morde
- Francesco Prando in BancoPaz
- Massimo Bitossi in CSI: NY
- Carlo Scipioni in CSI: Miami
- Vittorio De Angelis in Criminal Minds
- Alessandro Budroni ne Il risolutore
- Luca  Ghignone in The Town That Dreaded Sundown
- Massimo De Ambrosis in Resta anche domani
- Stefano Brusa in Bliss